# Dumerils Graswurzeleule
Dumerils Graswurzeleule (Luperina dumerilii) ist ein Schmetterling (Nachtfalter) aus der Familie der Eulenfalter (Noctuidae). Das Art-Epitheton ehrt den französischen Zoologen André Duméril.

## Merkmale

### Falter
Die Flügelspannweite der Falter beträgt 29 bis 36 Millimeter. Die Farbe der Vorderflügeloberseite zeigt ein außerordentlich großes Farbspektrum und variiert von weißlich über beige, ocker, gelbbraun, graubraun bis zu rötlich braun. Selbst nahezu schwarze Exemplare kommen vor, die als ab. armoricana beschrieben wurden. Diese sowie viele weitere Farbvariationsformen haben jedoch keine taxonomische Bedeutung. Das Mittelfeld ist mehr oder weniger verdunkelt. Die Region zwischen der äußeren Querlinie und der Wellenlinie hebt sich zumeist als helles Band hervor. Ring- und Zapfenmakel sind weißlich und zuweilen hellbraun gekernt. Die Hinterflügeloberseite ist zeichnungslos und milchig weiß gefärbt.

### Raupe
Ausgewachsene Raupen sind glasig gelbbraun bis gelbgrau gefärbt und ähneln Engerlingen.

### Ähnliche Arten
- Die Lehmfarbige Graswurzeleule (Luperina testacea) (Denis & Schiffermüller, 1775) ist etwas größer und weniger kontrastreich gezeichnet. Das helle Band in der Postdiskalregion der Vorderflügeloberseite fehlt oder ist undeutlich.
- Luperina diversa (Staudinger, 1892) ist an den nahezu weißen Makeln zu unterscheiden.

Aufgrund der großen Farbvariabilität von Luperina dumerilii gibt es dennoch zuweilen sehr große Ähnlichkeiten zu den vorgenannten Arten. Deshalb ist zur sicheren Bestimmung eine Genitaluntersuchung anzuraten.

## Verbreitung und Lebensraum
Das Verbreitungsgebiet umfasst den Mittelmeerraum sowie wärmere Gebiete in Mittel- und Südosteuropa. Seit dem Jahr 1858 werden zuweilen auch Falter als Irrgäste im Süden Englands nachgewiesen. In der Türkei ist die Art durch Luperina dumerilii hirsuta (Wagner, 1831), in Jordanien durch Luperina dumerilii sancta (Staudinger, 1891) und auf Sardinien durch Luperina dumerilii hartigi Ronkay & Varga, 1985 vertreten. Bevorzugter Lebensraum von Dumerils Graswurzeleule sind trockene, buschige Graslandschaften, sonnige Hänge, Weinbaugebiete und grasige Heiden.

## Lebensweise
Die Falter fliegen in einer Generation pro Jahr. Hauptflugzeit sind die Monate August bis November. Zuweilen wurden sie auch noch im Dezember gefunden. Sie sind nachtaktiv und besuchen sehr gerne künstliche Lichtquellen, seltener auch Köder. Als Nahrung der ab September lebenden Raupen werden in der Literatur die Wurzeln verschiedener Gräser angegeben. Sie überwintern und verpuppen sich im Juli des folgenden Jahres in der Erde. Eine erfolgreiche Zucht wurde mit Deutschem Weidelgras (Lolium perenne) durchgeführt.

## Gefährdung
Dumerils Graswurzeleule kommt in Deutschland nur an wenigen Stellen im Süden und Südwesten vor und wird auf der Roten Liste gefährdeter Arten als „vom Aussterben bedroht“ geführt.